# 碳酸氫鈣
碳酸氫鈣（化學式：Ca(HCO3)2），是一種無機酸式鹽。
產生碳酸氫鈣最重要的化學反應即是以碳酸鈣溶於二氧化碳水溶液而成碳酸氫鈣，反應式如下：
Ca(OH)2 + CO2 → CaCO3↓ + H2O
CaCO3 + H2O + CO2 → Ca(HCO3)2
這是在石灰水中通入過量二氧化碳時會變回透明的原因。
碳酸氢钙微溶于水，但碳酸钙难溶。钟乳石的形状即是由微溶的碳酸氢钙与难溶的碳酸钙在一定二氧化碳浓度下的互相转变造成的。
碳酸氢钙只存在溶液中；将碳酸氢钙溶液蒸发则得到碳酸钙固体。

## 化学性质
碳酸氢钙不稳定，稍受热或者压强突然减小即可分解：
Ca(HCO3)2 → CaCO3 + H2O + CO2↑
它也可以和酸反应，产生钙盐：
Ca(HCO3)2 + 2 HCl → CaCl2 + 2 H2O + 2 CO2↑

## 參照
- 碳酸氫鈉